# Ahad Vafadar
Ahad Vafadar Vafarad (pers. احمد وفادار; ur. 23 stycznia 1927 w Ghuczanie, zm. 22 lutego 2005 w Meszhedzie) – irański zapaśnik walczący w stylu wolnym. Olimpijczyk z Helsinek 1952, gdzie odpadł w eliminacjach w kategorii plus 87 kg.
Piąty na mistrzostwach świata w 1951 roku.